# 東京の休日 (1958年の映画)
『東京の休日』（とうきょうのきゅうじつ）は、1958年の日本映画。東宝の山本嘉次郎監督作品。カラー・東宝スコープ・87分。
山口淑子の芸能生活20周年記念映画であり、女優引退記念映画でもある。

## 解説
山口淑子の映画生活20周年を記念した映画。山本嘉次郎と「結婚行進曲」の井手俊郎の共同脚本を山本嘉次郎が監督した。「どん底」の山崎市雄が撮影を担当した。 山口淑子を中心に、東宝のオールスターが登場。色はイーストマンカラー。

## あらすじ
今日もアメリカからの観光客の一団が羽田空港に到着した。乗客の一人メリー・川口は、現在ニューヨークを代表するデザイナーとして活躍している女性である。彼女が20年ぶりに日本に帰国したのは、故郷に眠る両親の墓を訪ねることが目的だった。ところがこの”おしのび来日”も新聞紙上に掲載されてしまい、記事を読んだ同業者で幼なじみのマダム蝶子は早速、彼女が滞在するホテルに訪れ、一緒にファッション・ショウを開くことを提案した。蝶子はこの催しによる自分の名声もさることながら、彼女のパトロンである小松原寛の名をもう一度浮かび上がらせたいという目論みがあった。有頂天になった小松原はオカボレしている芸者八千代に口を滑らし、八千代はゾッコンしている毛織会社のプロモーションメンバーである林敬太に…といった具合で内証話は巷に拡がった。
このように、誰もがメリーを踏み台にして旗を掲げようとしていたときに、一人の男性がメリーの滞在するホテルを訪ねた。泉と称する青年が、かつて彼女が故郷の寺の天海和尚に宛てた手紙を持参していた。手紙には墓参に使うお金と寺への寄付金など細目に書かれていた。天海の甥と名乗る泉を信用したメリーは彼をホテルに滞在させたが。この泉は実はペテン師だったのだが、メリーの美しい心情に触れていくうちに悪事から目覚めるようになった。その後、メリー・川口帰朝記念『グランド・ショウ　春のファンタジア全三十景』がマダム蝶子協同製作、小松原寛構成演出の名のもとに開催された。しかしその成果は蝶子や小松原の名がクローズアップされ、林のアジア毛織があまり進歩せず、世間の注目を集めたのはメリー・川口の新しいデザインだけだった。メリーの実行力と人柄に尊敬した泉は彼女の大成功を称え初めて熱い抱擁をかわした。数日後、メリーを乗せた旅客機がアメリカへ飛んで行った。

## キャスト
- 山口淑子（メリー・川口）
- 三船敏郎（泉二郎）
- 池部良（林の同僚）
- 根岸明美、中田康子、重山規子、羽鳥英一、淡路恵子、草笛光子（バレーの踊り子）
- 久慈あさみ（マダム蝶子）
- 白川由美（ユキ子）
- 青山京子（キヨ子）
- 上原謙（小松原寛）
- 小林桂樹（林敬太）
- 若山セツ子、杉葉子（バスガイド）
- 八千草薫（芸者八千代）
- 扇千景（ちかげ）
- 乙羽信子（のぶ子）
- 新珠三千代（みちよ）
- 司葉子（堀洋子）
- 宝田明（ジョージ田中）
- 平田昭彦 (新聞記者)
- 原節子（ファッション協会理事長）
- 志村喬（ジャマイカの権造）
- 山田真二（自動車ショーのMC）
- 団令子、家田佳子、三井美奈、水野久美、笹るみ子、磯村みどり、竜見俊子（スピードガール）
- 小泉博（偽、泉二郎）
- 太刀川洋一 (バスの運ちゃん)
- 沢村いき雄（フランク仁田）
- 三好栄子（キャザリン仁田）
- 小杉義男（ヘンリイ三木）
- 出雲八重子（キチイ三木）
- 森繁久彌（中華料理店「李香蘭」店主）
- 安西郷子、河内桃子、白石奈緒美、森啓子、立花映子、白川由美、青山京子、根岸明美（ファッションショーのモデル）
- 飛鳥みさ子（ファッションショーのモデルI）
- 越路吹雪（日本メドレー）
- 雪村いづみ（チャイナ・マンボ）
- 福田富子 (店の女性)
- テッシー・クィンタナ（フィリピンの歌手A）
- ビンボ・ダナオ（フィリピンの歌手B）
- 陳恵珠（台湾の歌手）
- 柳家金語楼（天海和尚）
- 宮城まり子（子守唄を唄う女A）
- 香川京子（バスガイド）
- 久保明（ボーイ）
- 加東大介（営業部長）
- 江原達怡（バスの運ちゃん）
- 飯田蝶子（置屋の女将）
- 有島一郎  （羽田空港の写真屋）

## スタッフ
- 製作：堀江史朗
- 監督：山本嘉次郎
- 脚本：井手俊郎、山本嘉次郎
- 撮影：山崎市雄
- 音楽：松井八郎
- 美術：浜上兵衛
- 編集：黒岩義民
- 録音：三上長七郎
- 照明：西川鶴三
- 助監督：野長瀬三摩地
- ショウ演出：山本紫朗

## テレビ放送
- 2007年2月11日と2月12日にテレビ東京系列で、山口淑子の生涯を描いたドラマ『李香蘭』（主演：上戸彩）を放送するにあたり、同年2月9日（金曜）の13:30 - 15:25（JST）で本作（肖像権等の都合により大幅短縮版）が放送された。番組では本作の見どころの他、『李香蘭』の見どころも紹介された。

## 同時上映
『喧嘩も楽し』
- 原作：菊田一夫 / 脚本：蓮池義雄 / 監督：青柳信雄 / 主演：ミヤコ蝶々・南都雄二 / 宝塚映画作品。